# Весільна ваза
«Весільна ваза» (Ориг. Vase de Noces) — бельгійський фільм жахів у стилі Артхаус режисера Ть'єрі Зено.
У фільмі є сцени зоофілії (за що йому дали неофіційну назву The Pig Fucking
Movie). В стрічці також присутні елементи копрофагії та реальних вбивств тварин, за що вона була визнана непристойною зокрема Австралійською атестаційною комісією

## Сюжет
Сюжет фільму дещо незв'язний і насилу піддається опису, так як в загальну історію вплетені кілька дивних і часто випадкових сцен. Серед цих сцен такі, як: «фермер прикріплює голубам голови ляльок», «фермер відрізає голову курки», «фермер збирає дивні матеріали і складає їх у банки», а так само «фермер дзвонить у дзвін».
Самотній фермер, можливо остання людина на Землі, живе на сільській фермі в Бельгії. Від самотності він позбувається, закохавшись у величезну свиню. Фермер вступає зі свинею в статевий зв'язок, в результаті якої свиня народила від нього поросят. Фермер негайно намагається зблизитися зі своїми незвичайними дітьми, зокрема намагається їх усіх нагодувати, але вони воліють бути зі своєю матір'ю. Фермер починає ревнувати і вбиває їх. Свиня, виявивши, що поросята мертві, з горя тікає з ферми і падає в яму, де тоне в багнюці.
Фермер починає шукати свою любов і, нарешті, знайшовши її, витягає свиню з ями і доставляє її назад на ферму, а потім намагається поховати себе разом з нею. Коли це не вдається, він вирішує, що його життя теж закінчилося, і намагається знищити всі важливі речі свого життя, в тому числі дивні банки, які він збирає протягом усього фільму. Пізніше фермер починає вживати чай з власних калу і сечі, від якого захворює. Наприкінці стрічки він вішається на сходах, які є останнім, що бачить глядач у фільмі, не рахуючи того, що головний герой відлітає.

## У ролях
- Домінік Гарні — фермер

## Цензура в Австралії
У 1975 році «Весільну вазу» збиралися показати на Міжнародному кінофестивалі в австралійському Перті, на що не вимагалося схвалення австралійських цензорів. Під тиском уряду Західної Австралії цензори переглянули стрічку і відмовилися класифікувати фільм на підставі його непристойності, після чого влада заборонила його показ на фестивалі. Глава фестивалю Девід Роу і режисер Ть'єрі Зено оскаржили рішення цензорів. Внаслідок «Весільна ваза» була дозволена до фестивального показу. Як же шкода тих, хто це побачив на фестивалі